# Metro de Goiânia
El Metro de Goiânia, todavía en proyecto (desde la gestión del entonces gobernador Henrique Santillo), busca reestructurar el sistema de transporte público de Goiânia. Tendrá 15 kilómetros de longitud, en la línea Norte-sur, con tramos elevados y subterráneos. Los primeros 8,4 kilómetros en ser construidos partirán del Terminal Cruzeiro do Sul, Vila Brasilia/Aparecida de Goiânia, y seguirán en dirección al Terminal de transportes. Posteriormente, continuará por el paseo central de la Av. Goiás hasta el Jardín Curitiba.

## Características del sistema
El Metro de Goiânia tendrá 18 estaciones en sus 15 kilómetros de extensión. Once kilómetros del tramo planificado serían en superficie, mientras que los siete kilómetros restantes serían subterráneos. La distancia máxima entre cada estación será de 1 kilómetro.
Además del embarque y desembarque de pasajeros, algunas estaciones tendrán funciones especiales. En cinco de ellas está prevista la integración con las líneas de autobús, donde tanto el metro como los autobuses tendrán acceso, siendo la estación Bandeirante ya diseñada para hacer la transferencia de pasajeros con el eje Este-Oeste, Av. Anhanguera.
Las estaciones subterráneas poseerán un moderno sistema de acceso, con escaleras mecánicas, elevadores para personas con movilidad reducida y señalización interna.
En todas las estaciones, el ingreso será a través de billetes o tarjetas electrónicas, la entrada en las estaciones deja de ser física, exceptuando las vallas de separación para pasar a ser electrónica.

### Metro de superficie
La tecnología de metro adoptada en Goiânia será la de tren ligero, que se moverá sobre un terreno al mismo nivel que la superficie. Pero, a pesar de ser denominado de superficie, el metro de Goiânia recorrerá algunos tramos bajo las vías de tránsito de la ciudad.
La opción por tramos subterráneos fue prevista en el proyecto para aliviar el tránsito en algunas localidades por donde el metro va a pasar. Siendo en general tramos de flujo intenso o avenidas estrechas.
El metro de Goiânia contará con siete estaciones subterráneas en la Av. Goiás, en la Praça do Cruzeiro, en el Terminal Izidória, en parte de la Av. Río Verde y en el Terminal Cruzeiro.
La justificación para la construcción de tramos subterráneos es que estos tramos quedan así liberados para el tránsito de vehículos, o hace posible transitar por lugares donde las vías son estrechas.

### Tabla del sistema
| Línea     | Terminales                        | Inauguración | Longitud (km) | Estaciones | Duración de los viajes (min) | Funcionamiento |
| --------- | --------------------------------- | ------------ | ------------- | ---------- | ---------------------------- | -------------- |
| Norte-sur | Perimetral ↔ Aparecida de Goiânia | ---          | 15            | 18         | ---                          | En estudio.    |

### Líneas del sistema
Existe un proyecto de crear una segunda línea, basada en el tren ligero, a partir de un corredor de autobuses ya existente: el Eje Anhanguera. El entonces senador goiano Marconi Perillo intentó convencer al Gobierno Federal para que realizase esta obra.

### Flota
Goiânia contará con un metro de media capacidad, piso bajo, con 35 metros de longitud, bidireccional. El vehículo es alimentado por energía eléctrica y se moverá sobre railes a una velocidad media de 30 km/h.
La capacidad del metro será de hasta 600 pasajeros de una sola vez, utilizando dos vagones. El sistema tendrá la capacidad de transportar entre 12.000 y 25.000 pasajeros por hora en cada sentido.